# Oleszków
Oleszków (ukr. Олешків) – wieś na Ukrainie w rejonie kołomyjskim (do 2020 w rejonie śniatyńskim) obwodu iwanofrankiwskiego.
Znajduje się tu przystanek kolejowy Oleszków, położony na linii Lwów – Czerniowce.